# Cançó del lladre
La Cançó del lladre és una cançó tradicional catalana, composta per un autor anònim del segle xviii, que forma part de la col·lecció anomenada Cançons de Bandolers. La cançó és part de la col·lecció d'arranjaments Cançons populars catalanes (ca. 1899-1920) de Miquel Llobet. La cançó també s'inclou en les Cançons tradicionals, àlbum que Joan Manuel Serrat va publicar el 1968.

## Diverses interpretacions
• 1962, Josep Maria Espinàs al seu àlbum Cançons tradicionals catalanes
- 1968, Joan Manuel Serrat al seu àlbum Cançons tradicionals
- 1977, Marina Rossell al seu àlbum Si volíeu escoltar
- 1983, Companyia elèctrica dHarma al seu àlbum Catalluna
- 1991, Josep Carreras en el seu disc José Carreras Sings Catalan Songs
- 1991, Victòria dels Àngels en el seu disc Cançons Tradicionals Catalanes
- 1997, Maurici Auzeville al seu àlbum L'emigrant
- 2005, Jordi Savall, Montserrat Figueras i altres, en el disc Du temps & de l'instant
- 2006, La Troba Kung-Fú, en el disc Clavell Morenet
- 2009, Giorgio Conte
- 2011, Sergio Dantí, al seu disc Cançons essencials catalanes

Versions instrumentals
- 1972, Narciso Yepes al seu disc Música Catalana
- 1979, Tete Montoliu a l'àlbum Tete Montoliu al Palau, reeditat el 2007
- 1991, Julian Bream al seu disc La guitarra romàntica. Llobet - Pujol - Tàrrega, dins la secció Canciones populares catalanas, amb arranjaments i música de Miquel Llobet
- 1992, Tete Montoliu a l'àlbum Catalonian Rhapsody